# Стукаловский сельский совет (Гребёнковский район)
Стукаловский сельский совет (укр. Стукалівська сільська рада) — входит в состав
Гребёнковского района
Полтавской области
Украины.
Административный центр сельского совета находится в 
с. Стукаловка.

## Населённые пункты совета
- с. Стукаловка
- с. Михайловка